# Aphrophila monacantha
Aphrophila monacantha är en tvåvingeart som beskrevs av Alexander 1926. Aphrophila monacantha ingår i släktet Aphrophila och familjen småharkrankar. Inga underarter finns listade i Catalogue of Life.